# Алесина, Альберто
Альберто Франческо Алесина (итал. Alberto Francesco Alesina; 29 апреля 1957, Брони, Ломбардия — 23 мая 2020, Нью-Йорк, Нью-Йорк) — итальянский экономист. Профессор Гарвардского университета. Член Американской академии искусств и наук (2006).

## Биография
Получил степень бакалавра экономики в Университете Боккони в Милане в 1981 году. В Гарвардском университете стал магистром (1985), затем получил докторскую степень (1986).
С 1988 года преподаёт в Гарвардском университете. В 2003—2006 годах декан факультета экономики Гарварда. Директор программ Национального бюро экономических исследований. Основная сфера научных исследований — политическая экономика.

## Исследования
Вместе с соавторами провёл исследования об оптимальном размере национальных государств, проанализировал баланс между выгодой от создания больших политических юрисдикций и издержками, связанными с включением в них очень разных территориальных образований. Плюсы больших государств:
1. снижение стоимости общественных благ в расчете на душу населения (военные расходы, поддержание финансовой, судебной и правоохранительной систем, инфраструктура, здравоохранение, дипломатия, охрана природы) благодаря эффекту масштаба;
2. на большие государства редко нападают;
3. вырастает размер рынка;
4. больше возможностей по межрегиональному перераспределению богатств в пользу бедных регионов.

Однако с величиной государств вырастают проблемы координации и перегрузок: большие страны менее гомогенны, чем маленькие, там выше культурная дистанция и разница в предпочтениях. В итоге баланс следующий:
1. демократия ведёт к сецессиям: в недемократическом мире государств было бы меньше, авторитарные правители предпочитают большие империи, поскольку это максимизирует ренту;
2. если внутри стран нет удовлетворяющей людей системы перераспределения богатств, но есть демократия, со временем число стран вырастает сверх оптимума;
3. оптимум растёт вместе с экономической интеграцией (если страны сотрудничают экономически, их может быть больше).

В книге «Либерализм — это левая идея» опровергает стереотипные представления о социально-экономической политике, утверждая что те, кто не на словах, а на деле заботится о нуждах бедных слоёв общества, должны защищать меритократию, конкуренцию, гибкие рынки труда и капитала, сбалансированный бюджет и уход государства из экономики.

## Публикации

### Книги
- Alberto Alesina, Nouriel Roubini, Gerald D. Cohen Political Cycles and the Macroeconomy. MIT Press, 1997.
- Alberto Alesina, Olivier Blanchard et al. Designing Macroeconomic Policy for Europe. CEPR, London, 1997.
- Альберто Алесина, Франческо Джавацци[англ.]. Либерализм — это левая идея = Il liberismo è di sinistra (2007). — М.: Альпина Бизнес Букс, 2011. — 172 с.

### Статьи
- Дж. И. Альт, А. Алезина. Политическая экономия: общие проблемы // Политическая наука: новые направления. / Под ред. Гудин Р. и Клингеманн Х.-Д. — М.: «Вече», 1999. — С. 625—656.
- Альберто Алесина, Роберто Перотти. Политическая экономия бюджетного дефицита. // Очерки о мировой экономике. Выдающиеся экономисты мира в Московском Центре Карнеги. / Под ред. А. Ослунда и Т. Малевой. — М.: Гендальф, 2002.
- Alesina A., Spolaore E. War, Peace and the Size of Countries // Journal of Public Economics. — 2005. — № 89 (7). — P. 1333—1354.
- Альберто Алесина, Николя Фукс-Шундельн[англ.]. «Гуд бай», Ленин? Влияние социализма на предпочтения людей относительно политики перераспределения Архивная копия от 15 августа 2017 на Wayback Machine // Beyond Transition — Экономический вестник о вопросах переходной экономики. № 6, 2005.
- Альберто Алесина, Паола Джулиано[англ.]. Культура и институты. Часть I. // Вопросы экономики, 2016, № 10. С. 82-111.
- Альберто Алесина, Паола Джулиано. Культура и институты. Часть II. // Вопросы экономики, 2016, № 11.
- Альберто Алесина, Карло А. Фаверо, Франческо Джиавацци Выбираясь из долгов // Финансы и развитие. 2018, март